# 1555년

## 연호
- 명(明) 가정(嘉靖) 34년
- 일본(日本) 덴분(天文) 24년 / 고지(弘治) 원년
- 후 레 왕조(後黎朝) 투언빈(順平) 7년
- 막 왕조(莫朝) 까인릭(景曆) 8년 / 꽝바오(光寶) 원년

## 기년
- 류큐(琉球) 쇼세이왕(尚清王) 29년
- 명(明) 세종 가정제(世宗 嘉靖帝) 34년
- 조선(朝鮮) 명종(明宗) 10년
- 후 레 왕조(後黎朝) 중종(中宗) 7년
- 막 왕조(莫朝) 선종(宣宗) 9년

## 사건
- 5월 11일 - 을묘왜변이 일어나다. 전라남도 해남군에 있는 달량포(達粱浦)에 왜선(倭船) 60여 척이 쳐들어온 사건. 이 사건을 계기로 비변사가 상설기구화되었다.
- 10월 16일 - 일본 센고쿠 시대 이쓰쿠시마 전투에서 모리 모토나리군이 스에 하루카타군을 기습하여 격파하다.
- 아우크스부르크 화의 - 군주에게 종교선택의 자유가 주어짐. 루터파만 인정되고 칼뱅파는 제외됨.[1]

## 탄생
- 5월 15일 - 조선 14대 국왕 선조의 정비 의인왕후. (~1600년)
- 8월 28일 - 조선의 장군 이복남. (~1597년)

### 미상
- 일본 센고쿠 시대 무장 고니시 유키나가. (~1600년)

## 사망
- 3월 23일 - 221대 로마의 교황 교황 율리오 3세. (1487년~)
- 4월 12일 - 카스티야의 광녀 후아나. (1479년~)
- 5월 1일 - 222대 로마의 교황 교황 마르첼로 2세. (1501년~)

### 미상
- 일본 센고쿠 시대 무장 다이겐 셋사이. (1496년~)